# Stans
Stans és un municipi del cantó de Nidwalden (Suïssa), del qual és la capital.

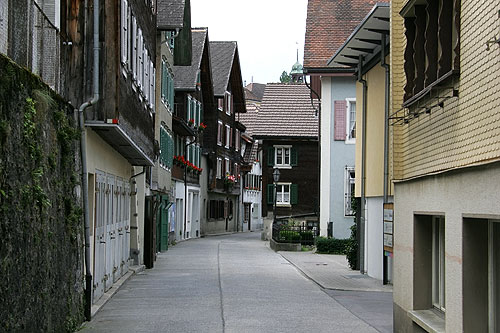
Carrer de Stans